# Kabel Plus
Kabelový operátor Cable Plus (česky Kabel Plus) vznikl jako první poskytovatel kabelové televize v České republice v lednu 1991 a už během prvních pár let své existence se stal největším kabelovým operátorem ve střední a východní Evropě.
Kabel Plus a.s. byla společnost holdingového typu s dceřinými společnostmi v deseti různých regionech České republiky a na Slovensku. Původní sídlo až do roku 1998 se nacházelo na Nádražní ulici v Ostravě, kde bylo také televizní studio Prométheus. Po roce 1998 byla společnost přestěhována do Prahy. V říjnu 1996 se majoritním vlastníkem Kabelu Plus stala společnost US WEST International (dnes známa jako MediaOne International) – jedna z divizí MediaOne Group patřící mezi největší komunikační společnosti na světě. V roce 1999 společnost Kabel Plus a.s. měla více než 500 zaměstnanců.
V roce 2000 došlo k přejmenování na UPC Česká republika (dnes Vodafone Czech Republic).

## Historie
| Datum         | Událost                                                                                       |
| ------------- | --------------------------------------------------------------------------------------------- |
| Leden 1991    | Založení společnosti Kabel Plus a.s.                                                          |
| 25. 10. 1991  | Do provozu uveden první kabelový rozvod a to v Opavě                                          |
| Květen 1992   | Založená společnost Kabel Plus ČB, a.s.                                                       |
| 27. 8. 1992   | Založená společnost Kabel Plus Severní Morava, a.s.                                           |
| 25. 11. 1992  | Založená společnost Kabel Plus Střední Morava, a.s. se sídlem v Olomouci                      |
| 15. 12. 1992  | Založená společnost Kabel Plus Jižní Morava, a.s. se sídlem v Brně                            |
| 1995          | Vysílání přes satelit Gorizont 32                                                             |
| 1995          | Společnost odkoupila sítě v Karviné a Havířově od původních provozovatelů kabelové televize   |
| 1996          | Vysílání přes satelit DFS Kopernikus 2                                                        |
| Říjen 1996    | Majoritním vlastníkem se stala US WEST International (dnes známa jako MediaOne Group)         |
| 1997          | Zkušební digitální (DVB-S) vysílání                                                           |
| 29. 5. 1998   | ukončení vysílání vlastního filmového kanálu, který těsně před ukončením vysílal nově z Prahy |
| 29. 5. 1998   | zahájení vysílání české verze filmového programu Hallmark z Prahy                             |
| Prosinec 1998 | K síti je připojeno více než 450 000 domácností                                               |
| Duben 1999    | Na severní Moravě bylo celkově připojeno 53 000 domácností                                    |
| Duben 1999    | Na střední Moravě bylo celkově připojeno 37 500 domácností                                    |

## Aktivity Kabelu Plus

### Dabování TV programů
Společnost Cable Plus pro zvýšení oblíbenosti zahraničních televizních kanálů, které vysílala ve své nabídce, začala některé televizní stanice částečně dabovat do češtiny anebo slovenštiny.

### Eurosport
Proevropský sportovní kanál Eurosport začala pro kabelovou síť Kabel Plus dabovat pražská dceřiná společnost Kabel Plus Sport, která se ještě v nedávné době podílela na přípravách vysílání krátkých pořadů pro Sazka (tj. Šťastných 10, Sportka, a jiné). Do té doby českou mutaci Eurosportu vysílaly i další kabeloví operátoři jako například Dattelkabel a Kabelnet Holding. Česká verze Eurosportu přetrvala dodnes, jen se nabídka překládaných (komentovaných) sportovních přenosů ohromně zvětšila a nyní je komentován celý rozsah vysílání. Českou verzi Eurosportu lze zachytit také prostřednictvím satelitu Astra, zvukový signál je však kódován systémem CryptoWorks, ale mají k němu přístup abonenti satelitní televize UPC Direct.

### TNT
TNT (Turner Network Television) byl neplacený americký filmový kanál vysílající klasické filmy americké a britské produkce. Tento program v nočních hodinách (22.00–6.00 hod.) nahrazoval vysílání dětského programu Cartoon Network. Kabel Plus začal ve svých sítích některé tyto filmy dabovat do češtiny, avšak měsíční podíl dabovaných filmů byl příliš malý a nakonec táto činnost zanikla. Zřejmě se nenašel dostatek českých nadšenců pro americké klasické filmy z 30.–80. let.

### Discovery channel
Slovenský komentář k jednomu z nejoblíbenějších světových dokumentárních programů Discovery channel se objevil okolo roku 1999, kdy dceřiná společnost Kabel Plus Východné Slovensko a.s. začala tento program překládat. Vedle kabelových rozvodů byl komentář k programu slyšet i na vedlejší zvukové nosné přímo u programu Discovery channel vysílající na družici Astra (19,2° východně).
Při vzniku satelitní televize UPC Direct došlo k rozšíření překladu a obohacení i o český dabované pořady.

### Dabování pořadů
Ve svém ostravském studiu Prométheus Kabel Plus daboval pro potřeby vlastního filmového kanálu Cable Plus Film (česky Kabel Plus Film) seriály a filmy (jako například Detektiv Nash Bridges, Faktor PSI, atd.), aby si udržel svou konkurenceschopnost mezi ostatními českými a slovenskými programy.

### Vlastní vysílání

#### INFOkanál Kabel Plus
INFOkanál Kabel Plus byl lokálně spravovaným kabelovým programem, který měl za úkol informovat o změnách, novinkách či nabídkách největšího kabelového operátora. Za celou dobu své existence prošel mnoha změnami a jeho transformace do takzvaného „létajícího kanálu“ ve stylu Bloomberg (ve výřezu obrazovky se střídaly TV kanály, vysílaly se ukázky a poutače. V ostatní části obrazovky pro změnu lítaly nejrůznější textové informace.). INFOkanál Kabel Plus byl původně videotextový program, později se zde vysílaly i reprízy pořadu z filmového programu Cable Plus Film (např. pořad pro děti Telefór, který se mimo jiné vysílal souběžně na Kabel Plus Film a na tehdejší Premiéře TV (regionální stanici TV Sever na Ostravsku)).

#### Cable Plus Film
Cable Plus Film (česky Kabel Plus Film) byl prvním českým filmovým programem a zároveň první televizní stanici vysílající z moravskoslezské metropole Ostravy. Asi od roku 1995 byl signál Kabelu Plus Film přenášen také přes ruský satelit Gorizont 26 (11.575/RZ), později byl signál přesunut na německý satelit DFS Kopernikus 2 (11.11.475/H, kód.VideoCrypt 2), kde vysílal vedle českého programu Premiéra TV. Signál obou stanic byl částečně kódován (pořady nekódovány, filmy a seriály ano). V roce 1997 signál začali komprimovat na uplinkové stanici v Praze na Kavčích Horách a tímto započala první česká digitální satelitní platforma (paket) CzechLink (dnes CS Link). Od roku 1998 pro neustále snižující se oblibu tohoto programu bylo vysílání zastaveno a nahrazeno českou verzí programu Hallmark, který je známý po celém světě a vysílá ve více než 150 zemích světa.

### Podíl na filmové produkci
Společnost Kabel Plus se v pozdějších letech podílela na tvorbě českého seriálu Bubu a Filip společně s Českou televizí, která však tento pořad odvysílala v okolí Vánoc o x let později. Do té doby mohli tento pořad zhlédnout pouze diváci filmového programu Kabel Plus Film. Jedním z dalších filmových projektů byl úspěšný český dramat – film Fany s Jiřinou Bohdalovou v hlavní roli.